# Мози, Паскаль
Паскаль Мози (пол. Pascal Mozie; родился 6 мая 2008) — польский футболист, полузащитник клуба «Легия».

## Клубная карьера
Воспитанник «Легии». 3 августа 2024 года дебютировал в профессиональном футболе за фарм-клуб «Легия II», выйдя в стартовом составе на матч Третьей лиги против «Варты» из Серадза. 19 декабря 2024 года впервые попал в заявку основной команды клуба на матч Лиги конференций УЕФА против шведского «Юргордена», однако на поле не появился. 18 мая 2025 года дебютировал в Экстракласе, выйдя на замену в матче против «Краковии».

## Карьера в сборной
Выступал за сборные Польши до 16 и до 17 лет.